# Mas Moreneta
El Mas Moreneta és una masia de Montmeló (Vallès Oriental) protegida com a bé cultural d'interès local.

## Descripció
S'hi arriba a través d'una carretera privada que creua un bosc. És de planta rectangular, i està format per una planta baixa al davant de la qual hi ha un porxo amb arcades semicirculars. Consta de dos pisos, golfes i un soterrani amb carbonera i calefactors. Els murs són arrebossats de color blanc i a la part baixa hi ha un sòcol de pedra. Hi ha també altres edificacions agrícoles i cases pels treballadors que formen un conjunt a part i al centre dels quals destaca un monòlit feixista (tots aquests edificis es troben en estat ruïnós).

## Història
La casa fou construïda l'any 1945-46 i fou considerada a les hores com un prototipus de casa de camp moderna. L'any 1977, la família propietària abandonà la casa i des d'aleshores ha estat sotmesa a un ràpid procés de degradació. Els grups detractors s'empotaren des de rajoles a finestres, parquet, etc. En l'actualitat associacions de Montmeló ha iniciat una campanya en pro de la reconstrucció de la casa i la defensa ecològica de tota la zona. S'intenta habilitar com a lloc públic.